# Complexometria
La complexometria és una tècnica per a la determinació analítica directa o indirecta d'elements o compostos mitjançant la mesura del complex soluble format. Aquesta definició també fa referència a la valoració complexomètrica.
Qualsevol comport que formi quantitativament un complex amb el seu ió metàl·lic pot ser utilitzat en complexometria. En teoria, tota reacció de formació de complexos podria aplicar-se com a tècnica volumètrica sempre que:
1. La reacció arribi a l'equilibri ràpidament després d'afegir cada porció de valorant.
2. No es plantegin situacions interferents. Per exemple, l'obtenció de més d'un complex en solució durant el procés de valoració.
3. Es disposi d'un indicador complexomètric capaç de localitzar el punt d'equivalència amb bastanta exactitud.